# Андреј Ајншпилер
Андреј Ајншпилер (словен. Andrej Einspieler; Свече, 13. новембар 1813 — 16. јануар 1888) био је словеначки политичар, римокатолички свештеник и новинар и један од раних вођа старословенског националног покрета у 19. веку. Био је познат као „отац корушких Словенаца”.

## Биографија
Рођен је 13. новембра 1813. у Свечи, у Војводини Корушка. Похађао је лицеј, а касније и богословију у Клагенфурту. Служио је као свештеник широм словеначких насељених подручја јужне Корушке. Током револуције 1848—1849. сарађивао је са корошким словеначким свештеником и политичким активистом Матијом Мајаром и постао је ватрени заговорник политичког програма Уједињене Словеније. Године 1851. био је суоснивач Mohorjeva družba, најстарије словенске издавачке куће, заједно са филологом Антоном Јанежићем и свештеником Антоном Мартином Сломшеком. Захваљујући његовом немирном културном и публицистичком деловању, Клагенфурт се појавио као главно културно средиште словеначког романтичарског национализма 1850-их.
Почетком Октобарске дипломе у Аустријском царству 1860, Ајншпилер је постепено напустио идеал Уједињене Словеније као неостварив. Написао је бројне чланке на немачком језику, позивајући на сарадњу између говорника словеначког и немачког језика у Корушкој и у другим регионима словенских земаља. Године 1865. прогурао је иницијатора такозваног Мариборског програма, у којем је група Старих Словенаца предложила поновно успостављање Унутрашње Аустрије, углавном аутономне и федеративне политичке јединице у саставу аустријског царства у које би се спојиле традиционалне покрајине Корушка, Штајерска, Крањска и Аустријско приморје. Покренуо је новине Stimmen aus Innerösterreich, писане углавном на немачком језику, како би убедио јавност која говори немачки да прихвати ову идеју. Међутим, програм су одбили и словеначки и етнички немачки националисти. Почетком 1870-их, Ајншпилер је био маргинализован из редова словеначке политике, иако је наставио своју политичку активност. Године 1876. изабран је у општинско веће Клагенфурта.
Преминуо је 16. јануара 1888. у Клагенфурту.

## Наслеђе
Током свог живота постао је познат као „отац корушких Словенаца”, јер се борио за њихова језичка и политичка права.
Године 1979. словеначко хришћанско културно удружење из Корушке Ајншпилерову награду су назвали у његову част, додељује се појединцима који су пружили изванредни допринос различитом народу или националностима. Награду су, између осталих, примили: гувернер Болцана Луис Дурнвалдер, стипендиста и професор на централноевропском универзитету Антон Пелинка, римокатолички прелат Егон Капелари и аустријски политичар Рудолф Кирхшлегер.